# 天主教安托法加斯塔總教區
天主教安托法加斯塔總教區（拉丁語：Archidioecesis Antofagastensis）是是智利一個羅馬天主教教省總教區，下轄兩個教區、一個自治監督區。
教區包括安托法加斯塔大區的安托法加斯塔省和托科皮亞省。2006年有教友239,359人（佔轄區總人口百分之70.0%）、十九個堂區、四十二名司鐸。現任教區總主教為保祿·利薩馬·里克爾梅。
1881年建立自治傳教團，1887年升為宗座代牧區。1928年2月3日升為教區，1967年6月28日升為總教區。